# موتور امان‌اله
موتور امان‌اله یک منطقهٔ مسکونی در ایران است که در دهستان نازیل واقع شده‌است.